# Michele Tetro
Michele Tetro (Novara, 15 marzo 1969) è un saggista, storico del cinema e critico cinematografico italiano.

## Biografia
Frequenta il liceo classico e si laurea nel 1999 in lettere moderne ad indirizzo storico medievale all'Università del Piemonte Orientale Amedeo Avogadro di Vercelli, con una tesi intitolata Fantasia eroica e Medioevo inventato nell'opera di Robert E. Howard che sarà successivamente pubblicata da Odoya.
Ha pubblicato i suoi primi racconti di fantascienza a tredici anni, sulla versione italiana della rivista OMNI, e poi sull'evoluzione della medesima in Futura.
Ha collaborato con racconti e saggistica cinematografica a varie testate amatoriali e specializzate, tra queste ultime L’Eternauta, Il Giornale dei Misteri, Hera, Urania, Robot, Far West Gazette. Nel 2002 è stato ospite della trasmissione televisiva Il sogno dell'angelo, condotta da Catherine Spaak su LA7, con un intervento sugli pseudobiblia.
I saggi Il grande cinema di Fantascienza. Da 2001 al 2001, Mondi paralleli - Storie di fantascienza dal libro al film e Guida alla letteratura horror, scritti assieme a Roberto Chiavini e Gian Filippo Pizzo, hanno vinto il Premio Italia 2002, 2012 e 2015 per la categoria Miglior Saggio in Volume, mentre Mondi paralleli si è aggiudicato anche il Premio Vegetti 2013 sempre per miglior saggio in volume.

## Opere

### Saggi in volume
- L'epica di John Milius: Conan il barbaro, Falsopiano Editore, Alessandria 2004, ISBN 88-87011-88-5
- Robert E. Howard e gli eroi della Valle Oscura, Odoya, Bologna 2018, ISBN 978-88-6288-488-4
- Dove soffiano i venti propizi-Esploratori, trappers, cacciatori di pelli e cercatori d'oro nel Nuovo Mondo, Odoya, Bologna 2019, ISBN 978-88-6288-536-2
- Spazio, il vuoto davanti - Le distese cosmiche tra storia, scienza, narrativa, arte e cinema, Odoya, Bologna 2021, ISBN 978-88-6288-639-0
- Cent'anni nel Far West - Storia, personaggi, eventi, Odoya, Bologna 2023, ISBN 978-88-6288-810-3
- Conan il barbaro - Dai racconti di Robert E. Howard al film di John Milius, Weird Book, Roma 2024, ISBN 979-12-81603-17-2

### Saggi in volume con altri
- Il grande cinema di Fantascienza. Da "2001" al 2001, con R. Chiavini e G. F. Pizzo, Gremese Editore, Roma 2001, primo classificato Premio Italia 2002 come miglior saggio in volume ISBN 88-8440-114-3
- Il grande cinema di Fantascienza. Aspettando il monolito nero, con R. Chiavini, G. F. Pizzo, Gremese Editore, Roma 2002, ISBN 88-8440-266-2, ISBN 978-88-8440-266-0 (estratto)
- Il grande cinema di Fantasy, con R. Chiavini, G. F. Pizzo, Gremese Editore, Roma 2004, ISBN 88-8440-320-0
- Contact! Il cinema degli alieni, con R. Chiavini, G. F. Pizzo, Tedeschi Editore, Firenze 2006, ISSN 8709-9365
- Il cinema dei fumetti, con R. Chiavini, L. Somigli, A. Lazzeretti, Gremese Editore, Roma 2006, ISBN 88-8440-442-8
- Mondi paralleli - Storie di fantascienza dal libro al film, con R. Chiavini, G. F. Pizzo, Edizioni Della Vigna, Arese - Milano, 2011, ISBN 978-88-6276-038-6, primo classificato Premio Italia 2012 come miglior saggio in volume, primo classificato Premio Vegetti 2013 come miglior saggio in volume. Ristampa aggiornata nel 2016, ISBN 978-88-6276-151-2
- Guida al cinema di fantascienza-Storia, protagonisti, personaggi, curiosità, con R. Chiavini, G. F. Pizzo, Odoya, Bologna 2014, ISBN 978-88-6288-236-1
- Guida alla letteratura horror, con R. Chiavini, G. F. Pizzo, W. Catalano, Odoya, Bologna 2014, ISBN 978-88-6288-255-2, primo classificato Premio Italia 2015 come miglior saggio in volume
- Guida al cinema horror, con R. Chiavini, G. F. Pizzo, W. Catalano, Odoya, Bologna 2015, ISBN 978-88-6288-288-0
- Guida al cinema western, a cura di Michele Tetro e in collaborazione con Stefano Di Marino, contributi di Walter Catalano, Roberto Chiavini,  Odoya, Bologna 2015, ISBN 978-88-6288-334-4
- Guida al cinema bellico, con Stefano Di Marino, Odoya, Bologna 2016, ISBN 978-88-6288-420-4
- Guida al cinema noir, di Stefano Di Marino, in collaborazione con Michele Tetro, Odoya, Bologna 2018, ISBN 978-88-6288-500-3
- La Luna nell'immaginario, con AA.VV., Odoya, Bologna 2019, ISBN 978-88-6288-526-3
- I due volti del terrore - La narrativa horror sul grande schermo, con Roberto Azzara, Odoya, Bologna 2020, ISBN 978-88-6288-598-0
- Ricordatevi di Alamo, in "Comanche - Vivere e morire alla frontiera del West", di Stefano di Marino, Odoya, Bologna 2021, ISBN 978-88-6288-676-5
- Guida al cinema horror - Dalle origini del genere agli anni Settanta, con Roberto Azzara, Roberto Chiavini, Stefano Di Marino, Odoya, Bologna 2021, ISBN 978-88-6288-691-8, primo classificato Premio Vegetti 2022 come miglior saggio in volume
- Leggenda e realtà nel duello western e 2001: un duello nello spazio, in "Il duello - Storia e protagonisti della realtà e della fantasia", a cura di Roberto Chiavini, Odoya, Bologna 2022, ISBN 978-88-6288-677-2
- Astronavi - Le storie dei vascelli spaziali nella narrativa e nel cinema di fantascienza, con Roberto Azzara, Odoya, Bologna 2022, ISBN 978-88-6288-708-3
- Weird e fantascienza nella foresta di Darkwood,  in "Weird Zagor - Il fantastico nella saga dello Spirito con la Scure", di Roberto Azzara e Giuseppe Maresca, Odoya, Bologna 2023, ISBN 978-88-6288-841-7

### Racconti in riviste
- Sentenza dal Polo Nord, in rivista "OMNI", Peruzzo Editore, Milano 1983
- Troppo superuomo per vivere, in rivista "Futura", Peruzzo Editore, Milano 1983
- Inframundus in rivista "L'eternauta", n. 119, Comic Art, Roma 1993 (terzo classificato al Premio Italia 1994, sezione racconti su pubblicazione professionale)
- Sigronna, in rivista "Shining", Milano 1995 (quarto classificato prima edizione Premio Lovecraft 1994 per racconti fantastici)
- Sthyr IV, in rivista "Futuro Europa", n. 14, Perseo Libri, Bologna 1996
- Nel ghiaccio, sull'orlo, in rivista "Futuro Europa", n. 19, Perseo Libri, Bologna 1997
- La leggenda del Rocciacane, in rivista "Cristalli sognanti", Settimo Inchiostro, Settimo Torinese 1998
- Amore, o il dono alla Terra, in rivista "Nuova Metropolis", Novara 2000
- Tenebra non risponde, in rivista "Non Solo Sport", Novara 2001
- Adagio, in rivista "Shadows on the Moon", Modena 2002 (primo classificato Concorso Letterario Moonbound)

### Racconti in antologie
- Pickman Spa, in volume "I racconti fantastici di Montepulciano", Perseo Libri, Bologna (secondo classificato 4ª Edizione Premio Letterario Il Borghetto, Città di Montepulciano)
- Nel ghiaccio, sull'orlo, in volume "Sotto il segno di HPL", Yorick Fantasy Magazine, Reggio Emilia 1997, poi in volume "Nel nome di Lovecraft", Bottero Edizioni, Cassino 2008, ISBN 8895114086, e in volume "Sotto il segno di HPL", Watson Edizioni, Roma 2017, ISBN 9788898036950
- Riflessioni in rosso, in volume "L'albero dagli occhi verdi e altre storie", Interlinea-Il piccolo torchio, Novara 2002, ISBN 8887097216
- Il leone e la tigre, in volume "Il ritorno di Conan d'Ausonia", Yorick Fantasy Magazine, Reggio Emilia 2003
- Il cuore corrotto, in volume "Mahayavan - Storie delle Terre Divise", Edizioni Scudo, Modena 2010, ISBN 9788897176008
- Condanna, in volume "365 storie cattive", Gruppo Editoriale L'Espresso, Roma 2010
- Il canto della Grande Aurora, in volume "Storie del West", Edizioni FarWest, Sassari 2011
- La sulfurea celia, in volume "Stirpe infernale", Edizioni Nocturnia-GDS, Milano 2012, ISBN 9788890687129
- Requiem, in volume "Nostra Signora degli Alieni", Homo Scrivens, Napoli 2017, ISBN 9788832780345
- Fortunello, in volume "I miei compagni di viaggio", a cura di Vanni Mongini, Edizioni Scudo, Modena 2020, ISBN 9798360976400
- L'ultimo della stirpe, in volume "Gli eroi di Howard", Cooperativa Autori Fantastici, 2021, B08TM5C2BS

### Saggi in riviste
- Robert Howard e la saga dei Pitti, in AA.VV. "L'ombra del destino", Yorick Fantasy Magazine, n. 32-33, Reggio Emilia 2002
- Barbari sul grande schermo - Il cinema e Robert E. Howard, in rivista "Power Zone", Sonnen Verlag International AG, Milano 2004, ISSN 1591-8742
- Il mito di Atlantide al cinema, in rivista "I misteri di Hera", Edizioni Hera Periodici, Fonte Nuova, Roma 2005
- Odissee sulla Terra - Oceano, deserto, ghiacciaio, foresta, città, in rivista "Robot", nn. 72, 73, 74, 75, 76, DelosBooks, Milano 2014-2015, ISSN 1974-8205
- Sulle piste del fanta-western televisivo, in rivista "Andromeda", n. 1, Ailus Editrice, Parma 2016, ISBN 9788899727062
- Uomini nel Grande Nord, in rivista "Speciale History - La vera storia del West", Sprea Editore, Milano 2016, ISSN 2283-8449
- Kit Carson, Nuvola Rossa, Butch Cassidy & Sundance Kid, Cavallo Pazzo, Wild Bill Hickok, John Mangiafegato Johnson, Jesse James e la sua banda, Hugh Glass, Wyatt Earp e i suoi fratelli,, in rivista "Speciale History - I grandi eroi del West", Sprea Editore, Milano 2016, ISSN 2283-8449
- L'epopea del West, in rivista "Speciale Far West Gazette", Sprea Editore, Milano 2017, ISSN 2532-4993
- Il Grande Nord, serie di articoli in rivista "Far West Gazette", n.02-21, Sprea Editore, Milano 2017-2021, ISSN 2532-4993
- Donne e fuorilegge e altro, in rivista "Il West dei pistoleri", Sprea Editore, Milano 2018, ISSN 2532-4993
- Anasazi, l'antico popolo delle stelle - I pueblo, i nativi del Sud-Ovest americano - Caduta e rinascita dei Navajo - Sand Creek, un vergognoso massacro - La vittoria di Nuvola Rossa - Il 7º Cavalleria si macchia di sangue - Ultimi bagliori di un crepuscolo, in rivista "Indiani d'America", Sprea Editore, Milano 2018, ISSN 2532-4993
- Arianesimo e razzismo nell'opera di Robert E. Howard, in rivista "Providence Tales", n. 4, Providence Press, Bologna 2019, ISSN 2532-8530
- Ritratto del predone Cormac Mac Art, in rivista "Zothique", n. 7, Dagon Press, Pineto (TE) 2021, ISBN 9798742490852
- Un mondo intero per Robert E. Howard, in rivista "Zothique", n. 10, Dagon Press, Pineto (TE) 2021, ISBN 9798742490852

### Saggi in antologie
- Words from the Outer Dark: The poetical works of Robert E. Howard in volume “Two Guns Bob-A centennial study of Robert E. Howard”, Hippocampus Press, NY, USA 2007, ISBN 0-9771-734-53
- Solomon Kane, un eroe in bilico, in volume "Eroica", Watson Edizioni, Roma 2017, ISBN 9788898036981
- Primo Contatto a 35 mm, in AA.VV. "Urania Millemondi - Primo Contatto", Mondadori, Milano 2022, ISSN 1123-0762